# かしわめし弁当
かしわめし弁当（かしわめしべんとう）は、鶏の炊き込みご飯・かしわめしを主とした弁当・駅弁の総称。九州・山口の郷土料理である鶏（かしわ）料理の流れをくむもので、郷土料理がもとになっているため、複数の業者が類似の駅弁を発売しているほか、コンビニエンスストアでも売られている。

## 概要
スタイルはどれも類似しており、鶏の出汁で炊き込んだ米飯の上に甘辛く煮た鶏肉・錦糸卵・海苔を斜めの線を描くように載せている。鶏肉については、北部九州と中・南九州で大きく姿が異なり、福岡や佐賀など北部九州では細かく刻まれているのに対し、大分以南の中・南九州では比較的大きめのまま乗せているところが多い。また、山口や島根では、鶏肉はそぼろになっている。
複数のグレードが用意されている場合があり、グレードによっておかずが異なるが、基本的な構成はおおむね同じである。また、かしわめしをご飯として幕の内系に発展させたものなどを見出すこともできる。
東筑軒（折尾駅他）、中央軒（鳥栖駅）、北九州駅弁当（小倉駅他）では、かしわめしの具（鶏肉）を駅うどんに載せた「かしわうどん」を販売している。該当企業が経営するうどん・そば店では通常のうどん・そばにかしわ肉（かしわめしの具）が載る。

## 発売業者

### 東筑軒

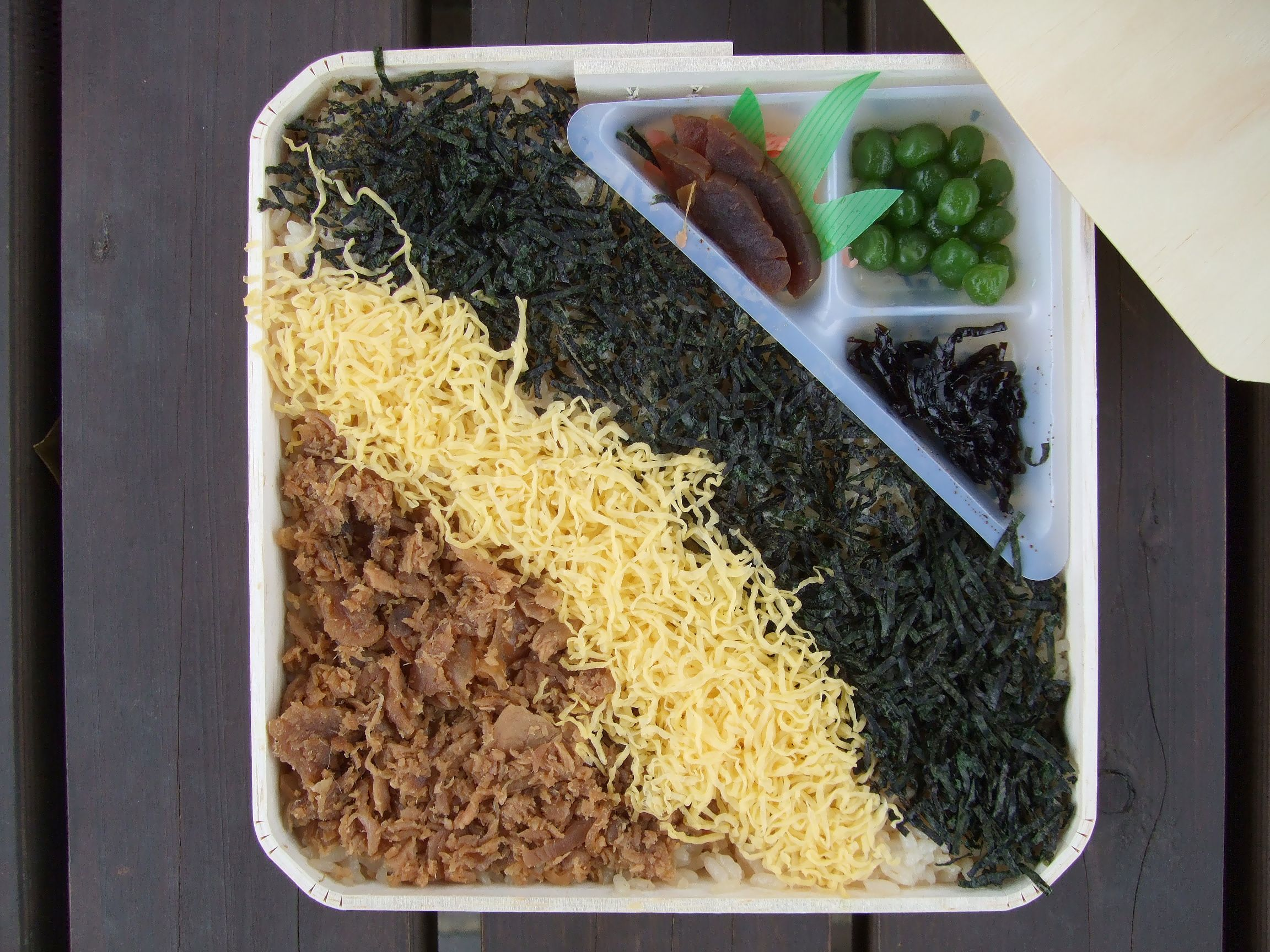
東筑軒「かしわめし」。ご飯350gのもの。鶏肉が細かく刻まれている

折尾駅・黒崎駅・八幡駅・戸畑駅・小倉駅・若松駅・直方駅・赤間駅・福間駅で発売している。折尾駅4・5番のりばでは、近年では珍しくなったホームでの立ち売りが行われている。駅構内以外の売店もあり、福岡市内・北九州市内の一部のデパートなどに常時出店している他、九州各地や大阪、東京の百貨店での臨時販売も行われる。
1921年（大正10年）に、折尾駅・直方駅の弁当業者・筑紫軒として創業。1942年（昭和17年）に戦時国策により弁当業者の整理統合が行われ、真養亭・東洋軒・吉田弁当などと合併して東筑鉄道構内営業有限会社となる。1955年（昭和30年）に 株式会社東筑軒となり、現在に至る。
かしわめし弁当は筑紫軒時代からのもので、「画一化した駅弁から脱却した郷土色豊かな駅弁」として、水炊きなどの鶏肉料理を参考に、鉄道省門司運転事務所長であった本庄厳水が開発した。鶏肉は細かく刻んで入れ、やわらかさより歯ごたえを追求している。炊き込みご飯の味付けは本庄の妻スヨが開発し、門外不出の一子相伝の味として代々女性のみに受け継がれている。内容と価格の異なる複数のグレードがある。

### 中央軒

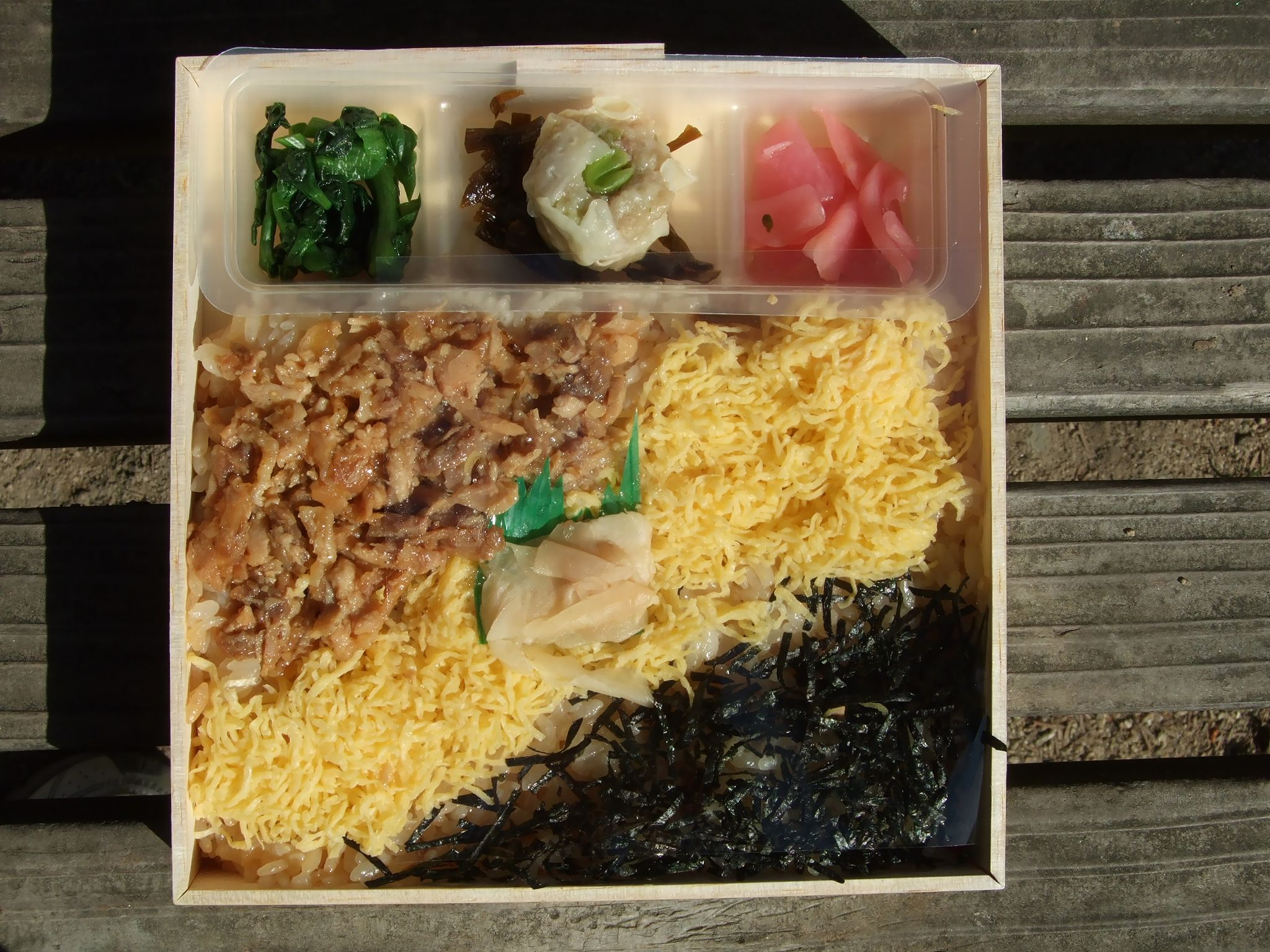
中央軒のかしわめし。
シュウマイ1個と香の物が付く

鳥栖駅・新鳥栖駅・久留米駅で発売している（久留米駅は、以前は通称「久留米中央軒」という別会社だったが、2003年いっぱいで廃業し、その後は中央軒が担当している）。
1892年（明治25年）に、鳥栖駅の駅弁業者八ツ橋屋として創業。かしわめしは、1913年（大正2年）に、前身の光和軒が発売を開始したという。これは、かしわめし弁当としては日本で一番早く誕生したものであると中央軒は述べている。東筑軒と同様、刻んだ鶏肉と錦糸卵・海苔を載せる様式。
中央軒はかしわめしのほかに「焼麦」（しゃおまい）と呼ばれるシューマイも発売している。かしわめしと焼麦を組み合わせた「焼麦弁当」、かしわめし・焼麦・おかずの入った「長崎街道焼麦弁当」なども発売している。

### 北九州駅弁当
発売駅は小倉駅・門司駅・門司港駅・博多駅。
1891年（明治24年）創業の門司港駅構内営業株式会社と、1906年（明治39年）創業の株式会社佳楽商店が、1956年（昭和31年）に合併して北九州駅弁当株式会社発足。
小倉駅の弁当店やうどん店は「ぷらっとぴっと」という店名で存在する。
かしわめし弁当には、「小倉のかしわめし」と1992年から発売している「特製かしわめし」の2つのグレードがある。駅弁大会などに登場する「かしわめし弁当」は、北九州駅弁当のものが多いようである。かしわめしの様式は東筑軒・中央軒と同様。

### せとやま弁当

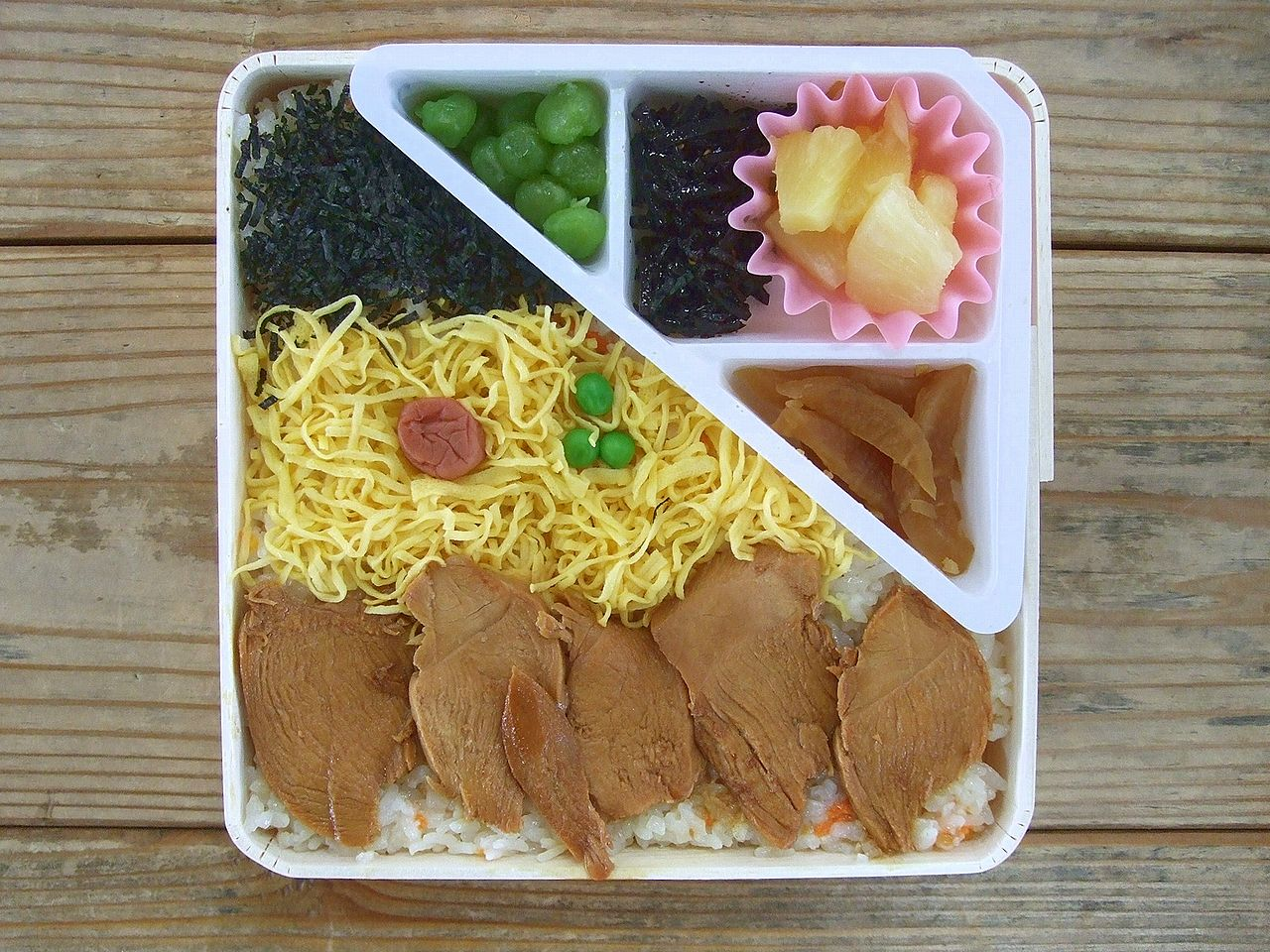
せとやま弁当の「かしわめし弁当」

西都城駅前にある本店と、都城駅前の支店、都城駅構内で販売している。かしわめしは1955年（昭和30年）に発売開始。鶏肉・錦糸卵・海苔を載せるが、鶏肉は細かく刻まず、薄く切った鶏の胸肉を5枚使用している。

### くぼた
津和野駅で販売している。かしわめしは1種類のみ。そぼろ状の鶏肉と錦糸卵・海苔を載せる。副菜が数品付く。包装紙には津和野駅を終点とするSL列車「SLやまぐち号」の運行開始当初の写真が印刷されている。

### 一文字家
松江駅で販売している。2003年（平成15年）に歌舞伎発祥400年を記念して「出雲おくにのかしわめし」の名で発売された。商品名は歌舞伎の創始者とされる出雲阿国にちなむ。様式は他の各駅のかしわめしと異なり、炊き込みご飯の上に刻んだ鶏肉を載せ、その上に椎茸や人参などを載せたものである。10月から3月までの限定発売。

### 博多寿改良軒
博多駅で販売している。旧寿軒時代の2010年に一度廃業し、かしわめしを含む駅弁の販売を中止したが、2018年末に広島駅弁当が引き継ぎ、販売を再開した。

### その他のかしわめし弁当

#### 駅弁
- フクチョウ[6] - 博多駅 ※名称は「かしわ飯」
- 桝屋[7] - 江北駅 ※第13回九州駅弁グランプリ優秀賞

以下はすでにかしわめし弁当の販売を中止した業者、もしくは廃業、駅弁販売から撤退した業者。
- 小郡駅弁当 - 新山口駅
- 久留米中央軒（久留米鉄道構内営業） - 久留米駅
- 大牟田駅弁 - 大牟田駅
- JR九州Tフーズ - 長崎駅
- 西海軒 - 早岐駅
- 小松商店 - 行橋駅 ※廃業